# Самотній за контрактом
Самотній за контрактом (рос. Одинок по контракту) — молодіжна романтична комедія, знята «Новим каналом» спільно з «FILM.UA». Зйомки фільму, над якими працювала молода команда на чолі з режисером Євгеном Матвієнко, проходили у Києві. Римейк на німецький фільм «Фанатки на сніданок не залишаються».
Фільм вийшов в обмежений кінопрокат України 4 вересня 2014 року.

## Сюжет
Сюжет картини розповість історію кохання висхідної рок-зірки Слави Лєбєдєва (котрого зіграв Вацлав Верхол) — фронтмена гурту «Сердце города» і Лілі Фіалко, яка закохується в хлопця, не підозрюючи про його популярність. Проблема в тому, що, за умовами контракту, Славі не можна зустрічатися з дівчиною, щоб не порушити свій сценічний образ і не втратити фанаток. 

## Головні ролі зіграли
- Ольга Лєрман — Лілія Фіалко
- Вацлав Верхол — Слава Лєбєдєв
- Ольга Тумайкіна — Рита, мати Лілії
- Сергій Перегудов — Роман
- Андрій Самінін — Іван
- Валерій Созановський — епізод
- Олександр Дулін — Костя
- Ганна Адамович — Юлька
- Володимир Скорик — Гриша
- Олександра Кірєєва — Настя
- Лілія Матвієнко — Ліка
- В'ячеслав Василюк — службовець аеропорту
- Володимир Ніколаєнко — вчитель
- Вікторія Бистрицька — епізод

### В епізодах з'явилися запрошені зірки
- Серьога,
- Алан Бадоєв,
- Василь Вірастюк

…та інші